# INS Vikramaditya
INS Vikramaditya (R33) je letadlová loď indického námořnictva, která byla do služby zařazena v roce 2013. Jedná se o bývalou sovětskou letadlovou loď Baku a později Admiral Gorškov, která byla postavena v letech 1978–1987 podle projektu 1143.4 jako poslední a modifikovaná jednotka projektu 1143 (známého též jako třída Kijev). Od počátku 90. let Rusko trápil nedostatek financí. Relativně moderní Admiral Gorškov proto námořnictvo nechalo chátrat mimo operační službu. Následně nepotřebnou loď odkoupila Indie, která ji nechala přestavět na plavidlo koncepce STOBAR – palubní letouny startují pomocí skokanského můstku na přídi a přistávají s použitím záchytného háku. Naopak ztratila typický rys sovětských letadlových křižníků v podobě silné výzbroje.
V červnu 2012 byla loď téměř dokončena a zahájila zkoušky v Barentsově a Bílém moři. Předání indickému námořnictvu však muselo být opakovaně odloženo. Poslední termín předání lodě, stanovený na prosinec 2012, byl posunut na říjen 2013, jelikož zkoušky odhalily problémy s pohonným ústrojím. Narostla rovněž cena kontraktu, protože náklady Indie na pořízení lodě stouply z původních 620 milionů dolaru na 2,5 miliardy dolarů. Po dokončení zkoušek byla loď dne 16. listopadu 2013 slavnostně zařazena do indického námořnictva. Pomůže tak zaplnit mezeru mezi vyřazovanou letadlovou lodí Viraat a dokončovanými novými jednotkami třídy Vikrant, které jsou domácí indickou konstrukcí.
Slovo Vikramaditya znamená v sanskrtu „všemohoucí“ (विक्रमादित्य) a toto slovo se stalo i titulem několika významných indických panovníků.

## Baku/Admiral Gorškov

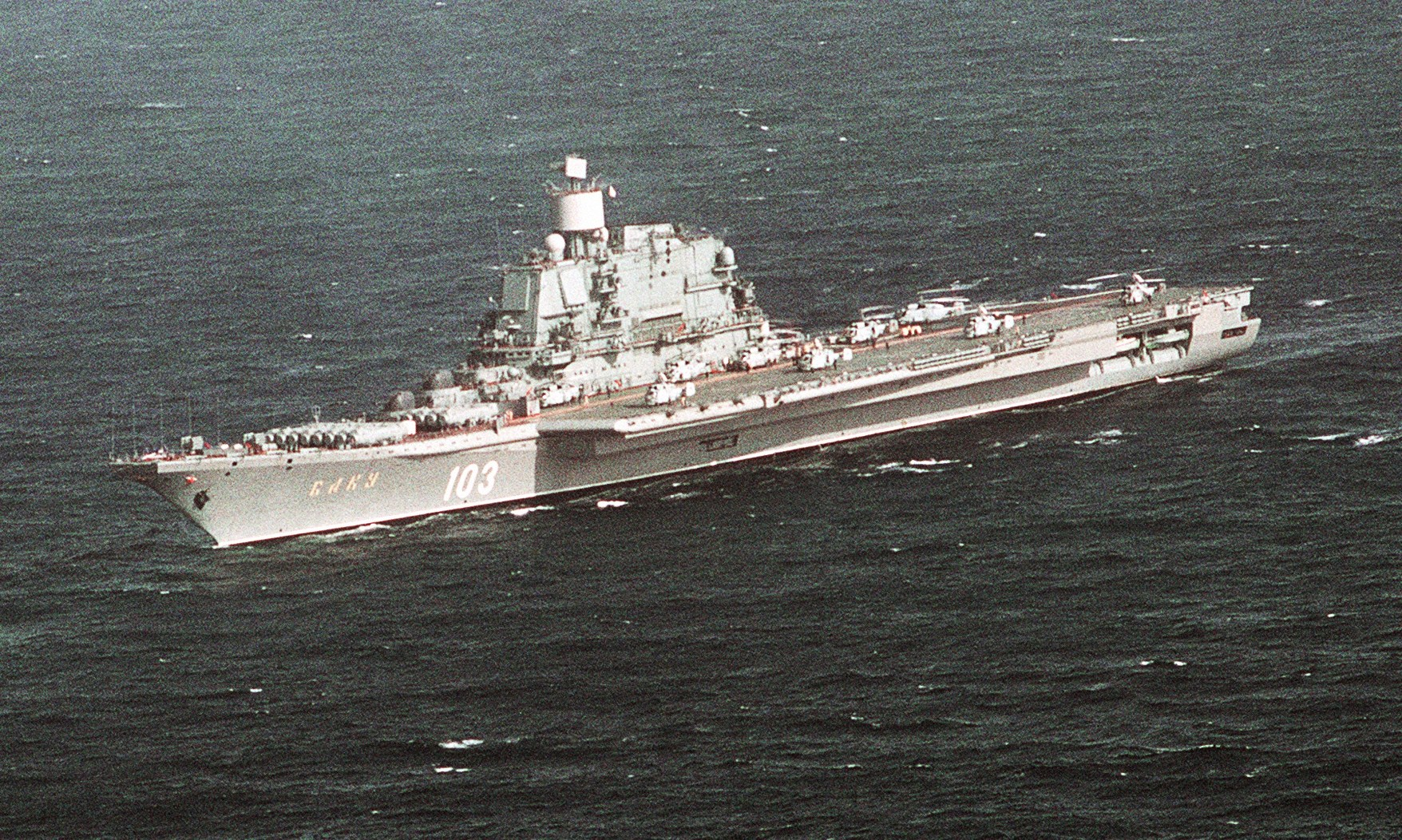
Baku v roce 1988. Paluba je zaplněna protiponorkovými vrtulníky Kamov Ka-25.

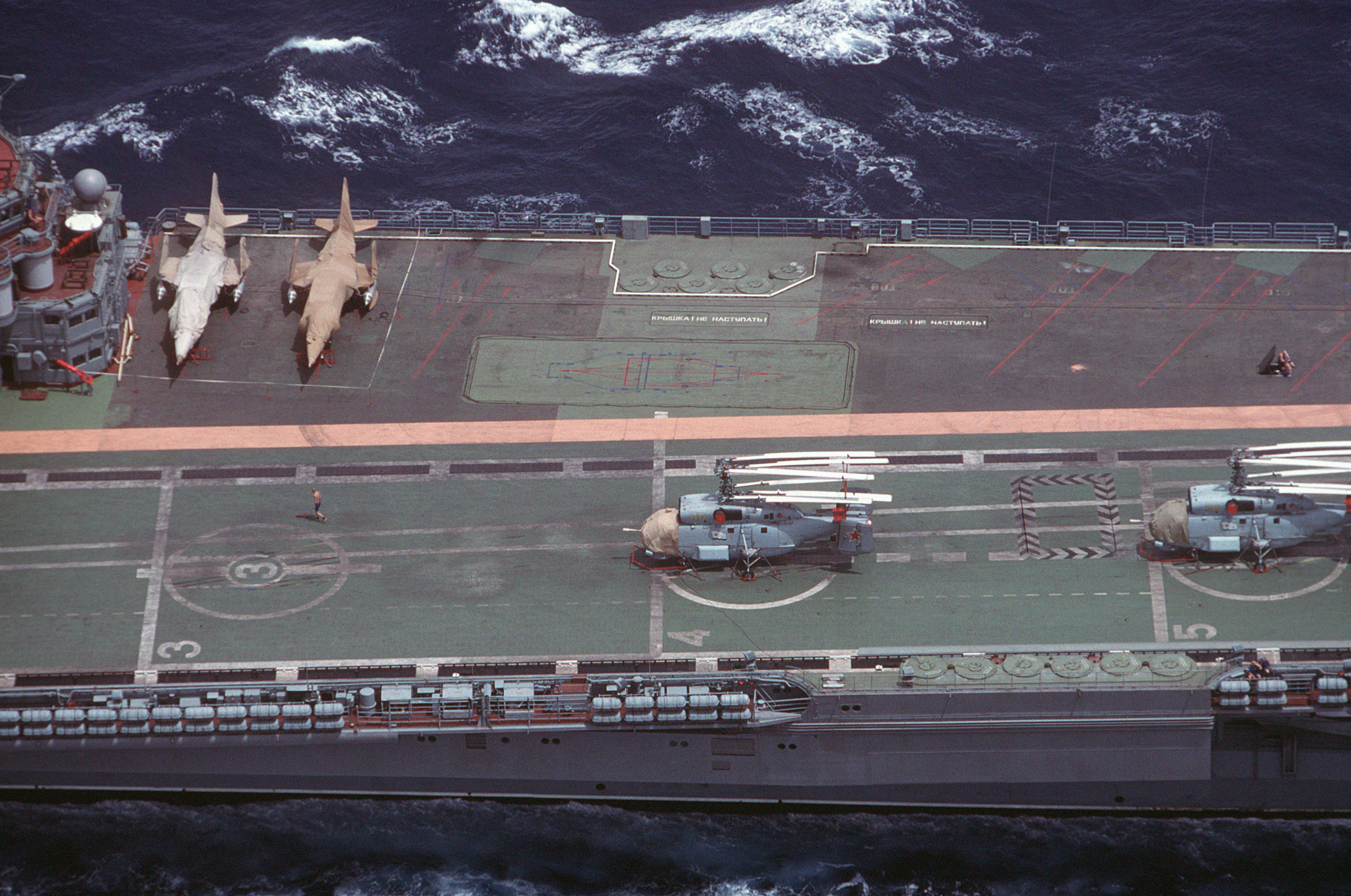
Detail paluby Baku na snímku z roku 1988. Vlevo jsou zaplachtované dva kolmostartující letouny Jak-38 se složenými křídly, vpravo dva vrtulníky Ka-27 a mezi nimi jeden z výtahů. Na obou okrajích paluby jsou navíc patrná vypouštěcí zařízení protiletadlových řízených střel systému 3K95 Kinžal.

### Pozadí vzniku
Baku byla čtvrtá a poslední postavená jednotka sovětské třídy Kijev. Byla postavena loděnicí v ukrajinském Nikolajevu podle modifikovaného projektu 1143.4, který zohlednil zkušenosti s provozem jejích sesterských lodí. Plavidlo mělo zesílenou konstrukci, modernější elektroniku i výzbroj. Rovněž velitelský ostrov dostal jednodušší a kompaktnější tvar. Výtlak, oproti prvním třem jednotkám, mírně stoupl.
Stavba Baku byla zahájena 26. prosince 1978, na vodu byla spuštěna 17. dubna 1982 a dne 11. prosince 1987 byla přijata do služby. Původně byla pojmenována po Baku, hlavním městě Ázerbájdžánské SSR. V době zániku Sovětského svazu a vzniku nezávislého Ázerbájdžánu byla loď přejmenována na Admiral Gorškov po Sergeji Gorškovovi, veliteli sovětských námořních sil za dob studené války.
Počátkem 90. let na palubě Baku probíhaly zkoušky nového nadzvukového bojového letounu s kolmým vzletem Jakovlev Jak-141. Na vývoj typu však nebyly peníze a nebyl dokončen. V roce 1994 došlo v kotelně k výbuchu, který loď poškodil. Loď byla celý rok ukotvena v doku kvůli opravě a do služby se vrátila pouze na krátké období v letech 1995–1996. V roce 1995 přitom byla zahájena jednání s Indií o jejím prodeji.

### Konstrukce
Baku byla, podobně jako ostatní plavidla své třídy, lodí osobité konstrukce odpovídající sovětskému pojetí letadlových lodí v podobě letadlových křižníků – plavidel nesoucích jak letadla, tak silnou další výzbroj, včetně těžkých protilodních střel. Paluba lodě byla rozčleněna tak, že se na levoboku nacházela vyosená letová paluba, na pravoboku rozměrný velitelských ostrov a na přídi většina výzbroje.
Údernou raketovou výzbroj tvořilo dvanáct těžkých protilodních střel P-500 Bazalt (v kódu NATO SS-N-12 Sandbox) s dosahem 550 km. K obraně proti napadení ze vzduchu loď nesla celkem 192 protiletadlových řízených střel systému 3K95 Kinžal (v kódu NATO SA-N-9), umístěných ve čtyřech skupinách, z nichž každou tvořilo šest osminásobných revolverových zásobníků. Střely měly dosah okolo 10 km. Hlavňovou výzbroj tvořily dva 100mm kanóny AK-100 v jednohlavňových dělových věžích a osm obranných kompletů AK-630. Loď byla schopna také protiponorkového boje, k čemuž nesla dva raketové vrhače hlubinných pum RBU-6000 a protiponorkový systém Udav-1.
Letadlová loď Baku nebyla vybavena katapulty, ani skokanským můstkem na přídi, proto z ní mohly operovat pouze vrtulníky typu Ka-25 či Ka-27, anebo kolmostartující bojová letadla Jak-38. Hangár měl kapacitu 16 letadel a 19 vrtulníků.

## Vikramaditya

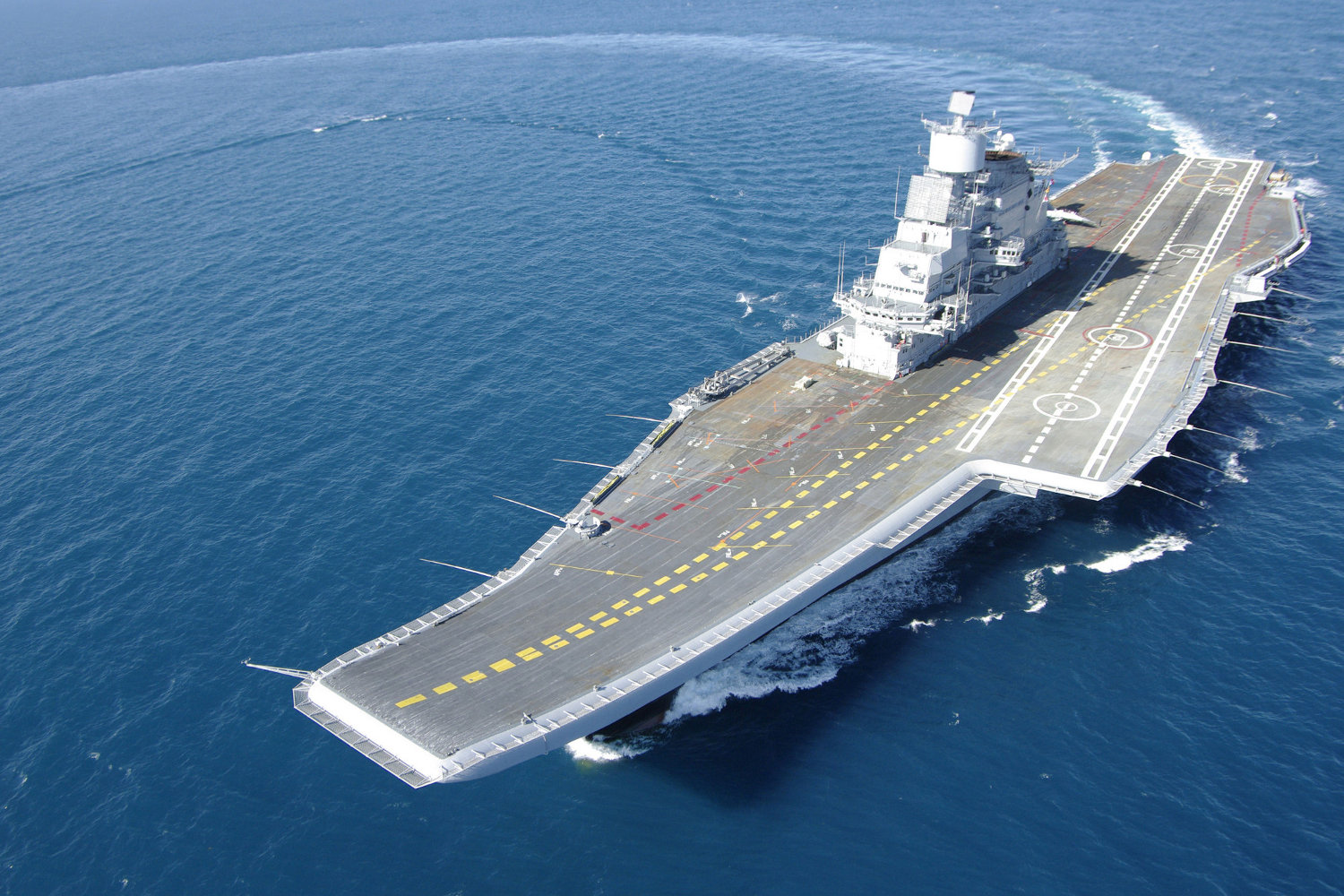
INS Vikramaditya během zkoušek v roce 2013

### Koupě
Rusko a Indie jednaly o zakoupení plavidla od poloviny 90. let. Smlouva o prodeji lodě byla uzavřena 20. ledna 2004. Indickým záměrem je získat v podobě Vikramaditye náhradu za starší indickou letadlovou loď INS Viraat, původně britskou HMS Hermes patřící ke třídě Centaur. Výcvik posádky byl dokončen v březnu 2012 a od května 2012 bylo zahájeno první kolo námořních zkoušek. Druhé kolo zkoušek začalo v červenci 2012. V září 2010 došlo při pokusu o dosažení nejvyšší rychlosti k poruše sedmi z osmi kotlů. Oprava byla dokončena na počátku února 2013. Poté zkoušky pokračovaly.
Kontrakt se původně zdál být výhodným pro Indii. Rusko loď nabídlo zdarma s tím, že na oplátku Indie objedná nutnou opravu a modernizaci plavidla u ruských loděnic (zakázku získala loděnice Sevmaš v Severodvinsku). Původní odhad nákladů ve výši 620 milionů dolarů se ukázal být značně podhodnoceným – například musela být vyměněna kompletně celá elektroinstalace. Poslední známá částka, na kterou se reaktivace lodě vyšplhá, činí plné 2,5 miliardy dolarů. Odkládal se také termín zařazení plavidla do služby. Původně to měl být roku 2008, přičemž tento termín byl posunut až na říjen 2013. K zařazení plavidla do služby nakonec došlo v listopadu 2013 v loděnici Sevmaš v Severodvinsku.

### Modernizace
Přestavba v loděnicích Sevmaš změnila Vikramadityu z hybridu letadlové lodi a raketového křižníku v klasickou letadlovou loď provozující letouny systémem STOBAR (Short Take Off But Arrested Recovery). 
Palubní letouny startují pomocí skokanského můstku na přídi a přistávají s pomocí záchytného háku. Z přední paluby byly odstraněny všechny staré zbraňové systémy a místo nich byl namontován skokanský můstek usnadňující start palubních letounů. Letová paluba byla upravena a rozšířena. V operační službě by z lodě měly operovat ruské palubní stíhací letouny typu MiG-29K/KUB (Indie už jich objednala 41 kusů) a indické lehké bojové letouny HAL Tejas. Doplňovat je má šest ruských vrtulníků Kamov Ka-31 a indické lehké vrtulníky HAL Dhruv. 
Dle serveru Defense Industry Daily loď zůstane vlastní výzbroj až po roce 2017[zdroj⁠?!] a nejspíše bude vybavena hybridními obrannými systémy 3K87 Kortik. Server Naval-technology uvedl, že plavidlo ponese protiletadlový systém středního dosahu Uragan, osm nadzvukových protilodních střel Jachont, 130mm kanóny a protiponorkový systém RPK-9 Medvedka. Elektronika zahrnuje 3D vyhledávací radar, radar pro řízení palby Puma, trupový sonar a sonar s měnitelnou hloubkou ponoru.
V roce 2015 byly na loď instalovány první zbraňové systémy, převzaté z vyřazených fregat třídy Godawari. Jedná se o protiletadlové řízené střely Barak 1 a čtyři 30mm kanónové komplety AK-630.

### Operační služba (Indie)
Indické námořnictvo loď zařadilo do služby dne 16. listopadu 2013. V květnu 2014 se přitom vydala na svou první operační plavbu. Na palubě přitom nesla 16 bojových letounů MiG-29K a šest vrtulníků Kamov Ka-31 a Kamov Ka-28.

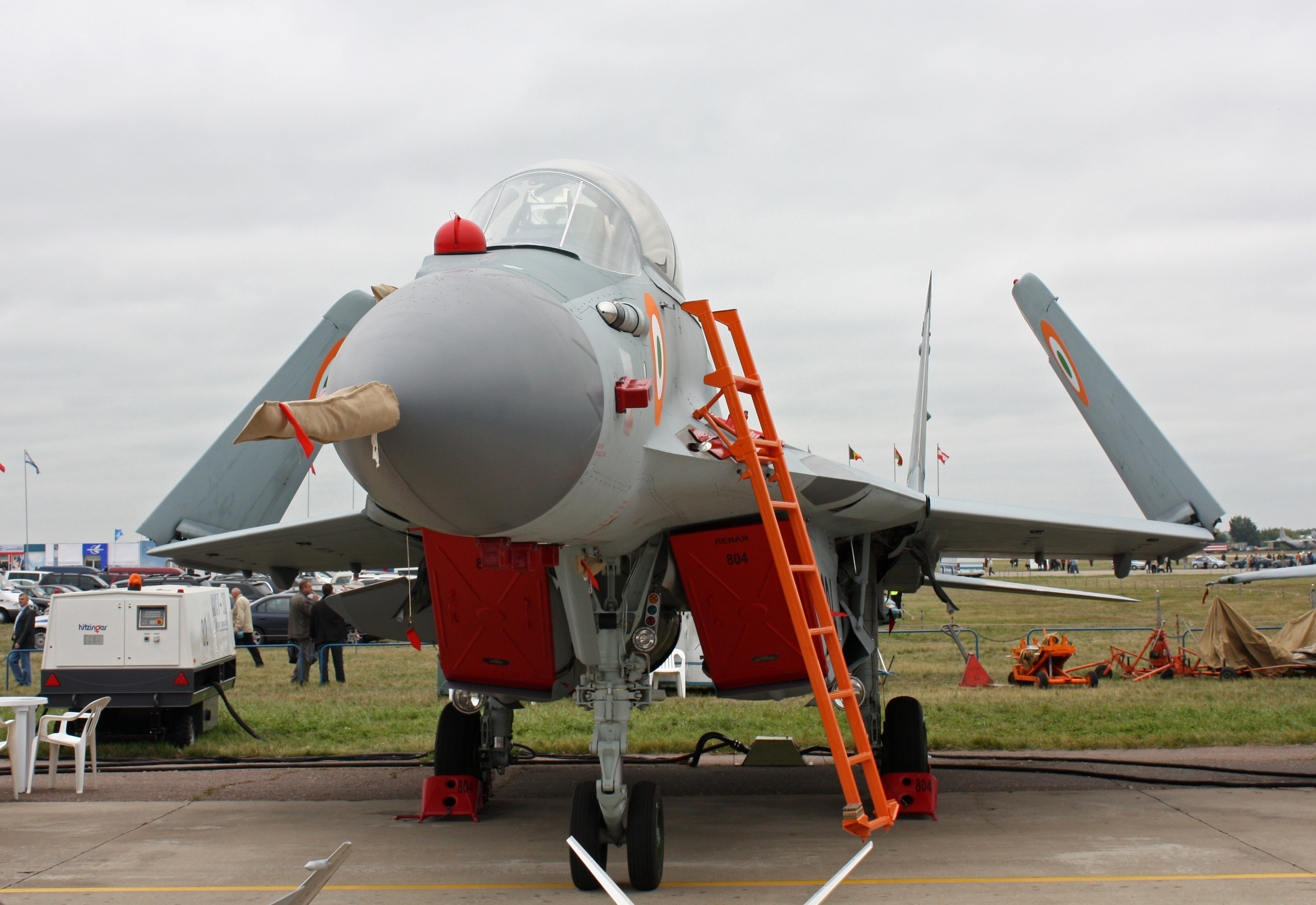
MiG-29K
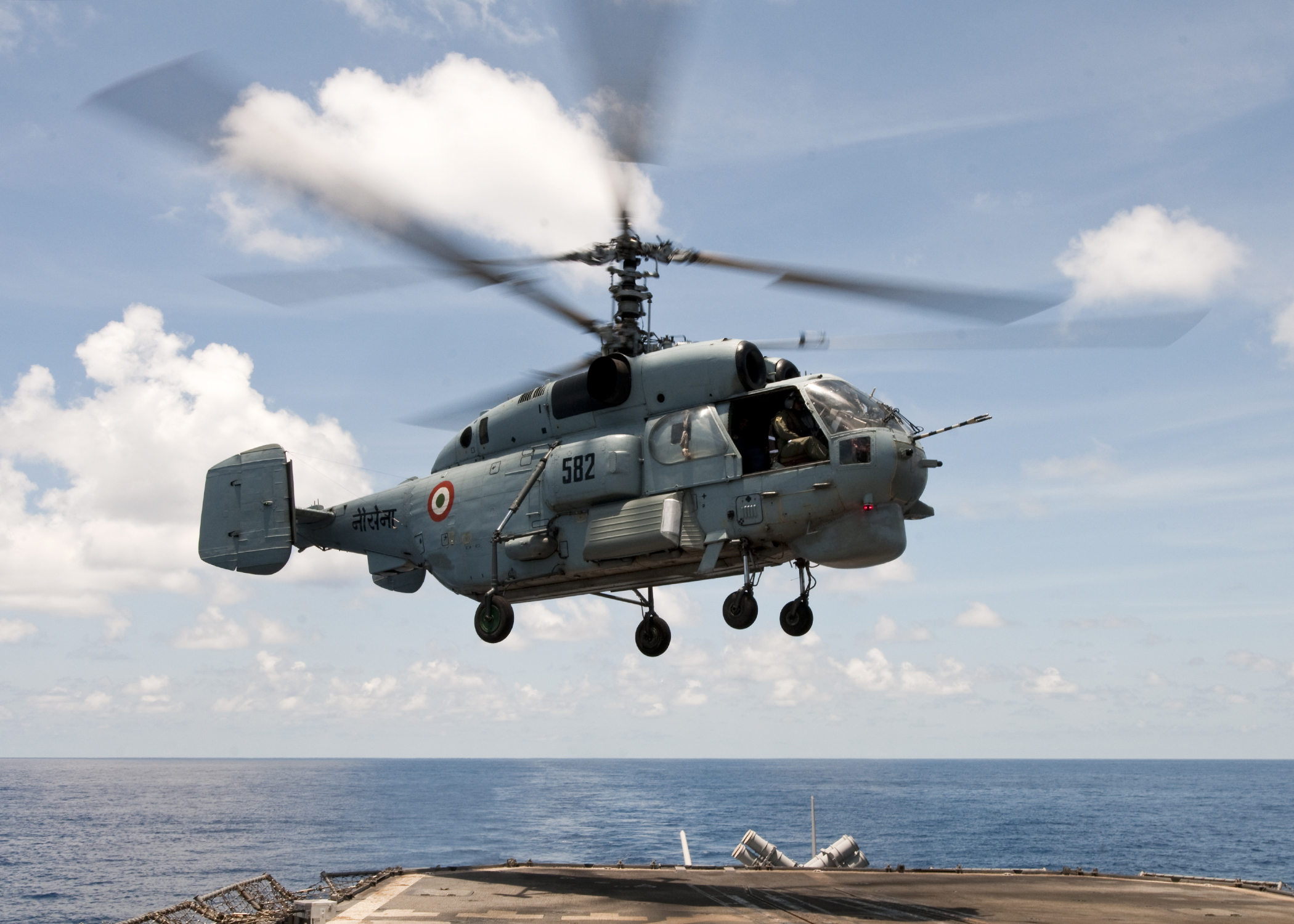
Kamov Ka-31 Helix (AEW)
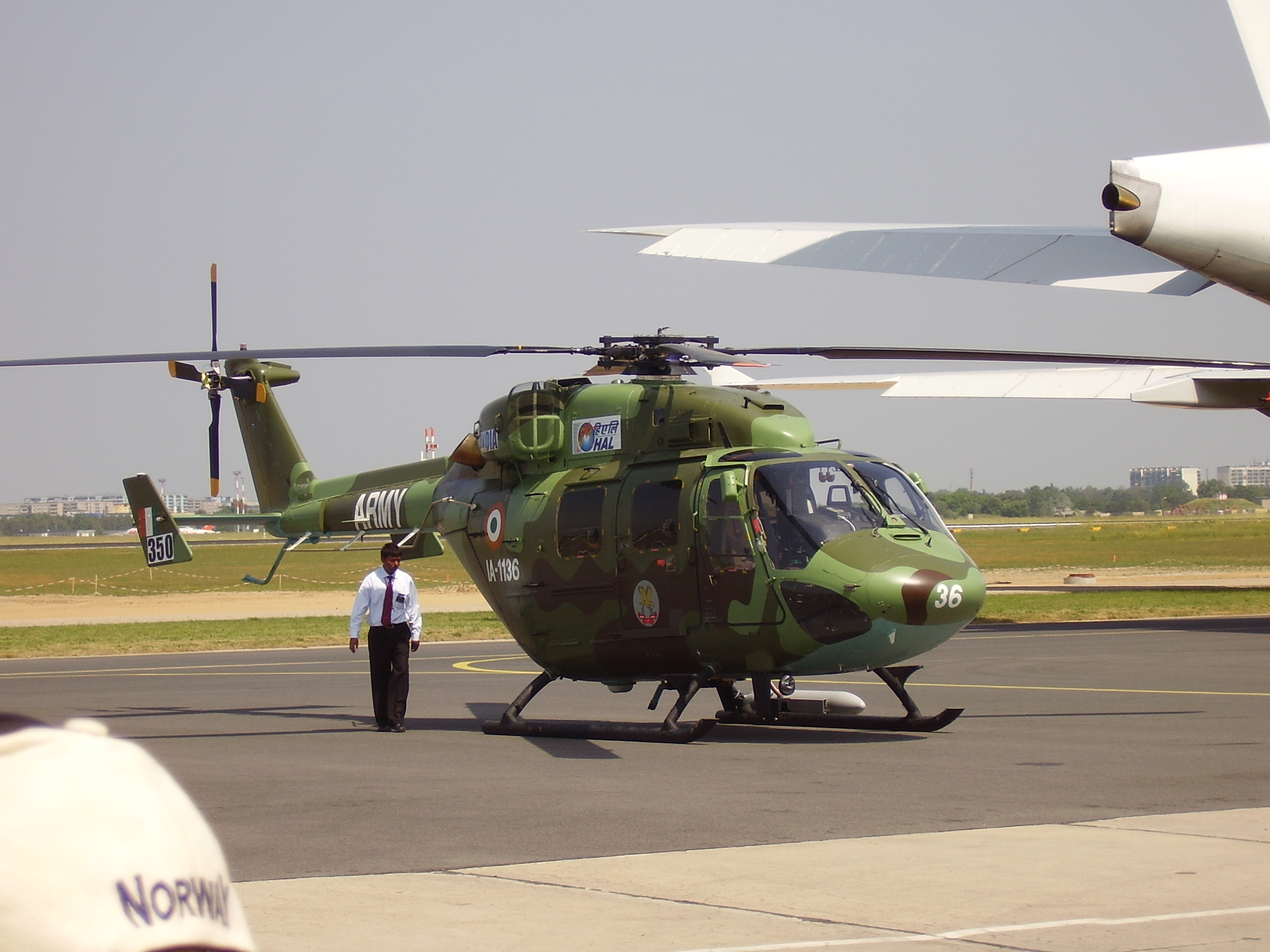
HAL Dhruv